# Felix Dapare Dakora
Felix Dapare Dakora, né le 14 novembre 1952, est un scientifique originaire du Ghana qui vit en Afrique du Sud. Ses recherches portent sur la fixation biologique du diazote. Membre de plusieurs académies des sciences, il préside l'Académie africaine des sciences de 2017 à 2023.

## Biographie
Il fait des études d'agriculture à l'Université du Ghana, où il obtient le Bachelor of Science en 1977. Il passe un an comme chercheur au Crops Research Institute (en) du Ghana. Il part ensuite à l'université de Sydney où il obtient un Master of Sciences en microbiologie. 
Il retourne au Ghana à Nyankpala, près de Tamale où il étudie le rôle des légumes symbiotiques dans la fixation de l'azote.
En 1985, il part faire un Ph.D. en botanique à l'Université d'Australie-Occidentale à Perth (Australie-Occidentale). Après avoir obtenu le Ph.D. en 1989, il part à la Smithsonian Institution à Washington D.C., puis à l'Université de Californie à Davis. En 1993, il est maître-assistant à l'Université du Cap. En 2002 il devient professeur et doyen exécutif de la recherche-développement et de la technologie à l'Université de technologie de la péninsule du Cap.
Il est titulaire de la chaire d'agrochimie et de symbiose des plantes à l'Université de technologie de Tshwane.
Il préside l'Académie africaine des sciences (AAS) pendant 2 mandats, de 2017 à 2023. Sous sa présidence, l'Académie distribue des subventions grâce à d'importantes dotations émanant de divers organismes, dont la Fondation Bill-et-Melinda-Gates, à hauteur de 250 millions de dollars par an. En 2021, de vives tensions se font sentir au sein de l'Académie, provoquant le retrait des sponsors. En 2023, Felix Dapare Dakora est remplacé par Lise Korsten à la tête de l'AAS,,.

## Travaux de recherche
Il s'est intéressé aux bactéries en croissance rapide associées aux racines de Vigna unguiculata, et plus généralement aux molécules, légumes et microbes associés pour fertiliser les cultures et la tolérance à la sécheresse et aux sols acides ou salins, ainsi qu'aux hautes températures.
En 2024, l'ensemble de ses publications atteint l'indice h = 49.

## Distinctions
- Membre de l'Académie africaine des sciences, dont il est le président de 2017 à 2023[1]
- Membre de The World Academy of Sciences
- Prix Unesco-Guinée équatoriale pour la recherche dans les sciences de la vie 2012.
- Membre de l'Académie chinoise des sciences, 2019
- Membre de l'Académie des sciences d'Afrique du Sud

## Réferences
1. 1 2  « The African Academy of Sciences Inaugurates New President and Governing Council », 27 juin 2017
2. ↑  « A fresh start for the African Academy of Sciences », Nature,‎ 19 mars 2024 (lire en ligne)
3. ↑  Linda Nordling, « African Academy of Sciences elects first woman president », Research Professional News,‎ 29 juin 2023 (lire en ligne)
4. ↑  « New Governing Council to lead the AAS », sur Inter Academies, 1er août 2023
5. ↑  « Felix Dapare Dakora », sur Falling walls
6. ↑  « Felix Dapare Dakora », sur google scholar